# Ipomoea alexandrae
Ipomoea alexandrae là một loài thực vật có hoa trong họ Bìm bìm. Loài này được D.F. Austin mô tả khoa học đầu tiên năm 1982.